# Daniël Busser
Daniël Busser, artiestennaam van Daniël de Busser (Bree, 11 april 1999),is een Belgische hiphop-artiest. Busser heeft onder andere samengewerkt met Snelle voor het nummer Adrenaline, en met Kevin voor het nummer Life.

## Biografie
Busser begon op 13-jarige leeftijd met het schrijven van liedjes. Dit resulteerde in de EP Mijn Manier die Daniël op zijn 15e uitbracht, gevolgd door de EP Vrije Val (2016). Op deze laatste EP zijn bijdragen van Ares te horen: het nummer DNA (remix) én het door Ares geproduceerde B2B. Op 26 april 2019 releasede Daniël Busser het album Adrenaline, waarop de eerdergenoemde samenwerkingen met Snelle en Kevin te vinden zijn.
Daniël verloor op jonge leeftijd zijn moeder en leerde de pijn van dit verlies om te zetten in muziek. Nummers zoals Intro en Come Through (ft. Jean Jacques) zijn hier voorbeelden van.
In 2020 bracht Daniël Busser het hiphopnummer Paranoïa uit, gevolgd door Vrienden samen met DJ Snapback, het tweetalige nummer Tu Veux Quoi met Chaïma, Niemand Anders en Zingen Als Marvin Gaye.
Daniël Busser heeft op verschillende festivals live opgetreden, onder andere op Pukkelpop, Vestival, Bastion Festival, Dance D-Vision en Rijvers Festival. Op 22 november 2019 geeft Daniël Busser zijn eerste live-show (met eigen band 'Hometown Collective') in Paradiso te Amsterdam. In 2020 zou Daniël als enige Belgische hiphop artiest optreden op Tomorrowland, maar dit festival ging vanwege het coronavirus niet door.
Daniël Busser krijgt in 2020 een plek in de Nederlandse Raptop 100, een jaarlijkse lijst die is samengesteld op basis van publieksstemmen, statistieken (zoals streams) en een vakjury.

## Discografie

### Albums
| Album met hitnotering(en) in de Vlaamse Ultratop 200 albums | Datum van verschijnen | Datum van binnenkomst | Hoogste positie | Aantal weken | Opmerkingen                               |
| ----------------------------------------------------------- | --------------------- | --------------------- | --------------- | ------------ | ----------------------------------------- |
| Adrenaline                                                  | 26-4-2019             | 04-05-2019            | 120             | 1            | Nr. 33 in de Ultratop 40 Belgische albums |

## Busserfam Community
Daniël Busser richt in de zomer van 2020 de Busserfam Community op, een platform om jongeren te ondersteunen die behoefte hebben aan motivatie en contact tijdens de coronacrisis. Als onderdeel van deze community gaat hij in de Down to Earth met Danny-sessies in gesprek met fans en bespreken ze onderwerpen zoals armoede, dankbaarheid, rouw en motivatie.
In het kader van de community en naar aanleiding van Daniëls nummer Niemand Anders - dat bedoeld is om de slachtoffers van sexting/sextortion en online seksueel misbruik een hart onder de riem te steken - gaat Daniël Busser begin 2021 een samenwerking aan met de Nederlandse hulporganisatie HelpWanted.nl.